# Torre PwC
Torre PwC (wcześniej Torre Sacyr Vallehermoso) – wieżowiec w Madrycie, zlokalizowany w strefie Cuatro Torres Business Area. Wieżowiec wznosi się na wysokość 236 metrów, posiada 52 kondygnacje. Został zaprojektowany przez Rubio & Alvarez-Sala. Nazwa została zmieniona w 2011 roku.